# スポッティング (航空)

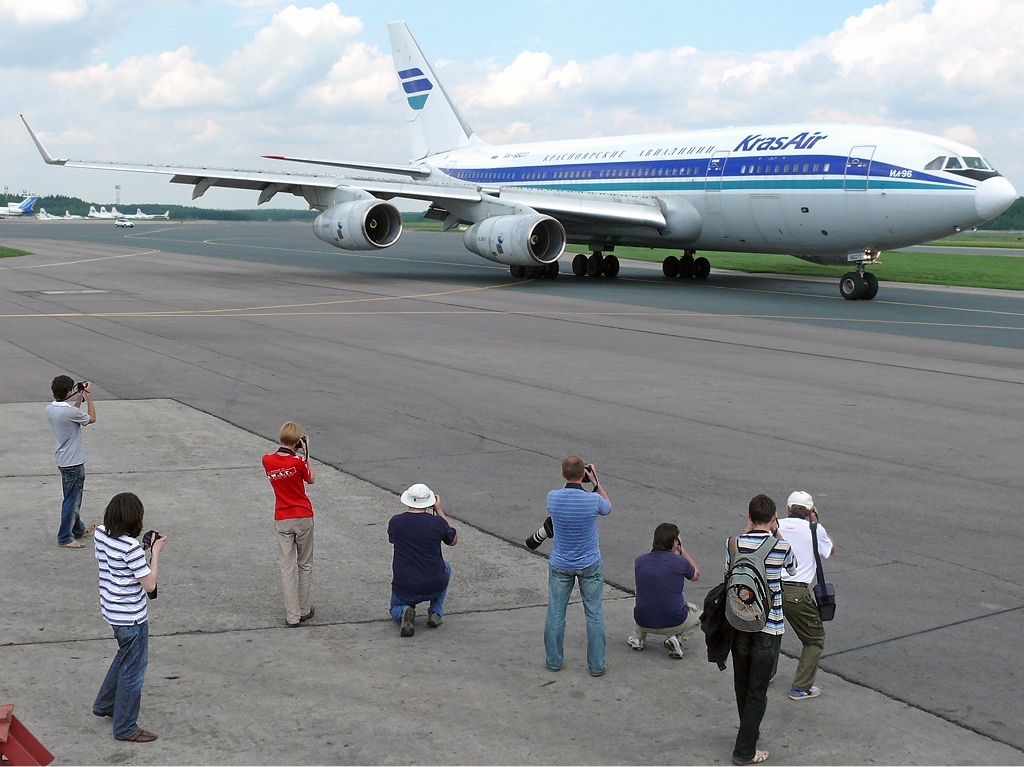
ドモジェドヴォ空港でカラス航空のIl-96-300の写真を撮影しているスポッターグループ

スポッティング（Aircraft spotting, plane spotting）は航空ファンが航空機の写真撮影や航空機の動向を追跡する趣味である。またスポッティングする人たちをスポッターと言う。
航空機を観測する愛好家は、航空機の観測以外に、空港、航空交通管制の通信、航空路に関する情報も記録する。

## 歴史
航空ファンは、航空機が発明されて以降、航空機や航空機を観測してきた。
第二次世界大戦と続く冷戦の間、いくつかの国は、市民が公安のために「観測団」または同様の公的機関で「飛行機の点検官」になるよう奨励した。イギリスは1925年から1995年にかけて運営されていた王立防空監視軍団を有していた。1940年1月、「The Airplane Spotter」という雑誌が出版された。この出版物には、2010年にリファインされオンラインで出版された用語集が含まれていた。
コンパクトカメラ、一眼レフカメラ、エアバンド受信機らは趣味を大幅に変えた。インターネットの発達に伴い、FlightAwareやFlightradar24などのウェブサイトは、スポッターが世界中どこからでも特定の航空機の追跡や場所の特定を可能にした。airliners.netのような航空専門のウェブサイトやTwitter、Facebook、Instagramのようなソーシャル・ネットワーキング・サービスでは、スポッターが目撃した航空機を記録して写真をアップロードしたり、世界中の他の人々が発見した航空機の写真を見ることができる。また、動画をYouTubeにアップロードするスポッターもいる。

## テクニック

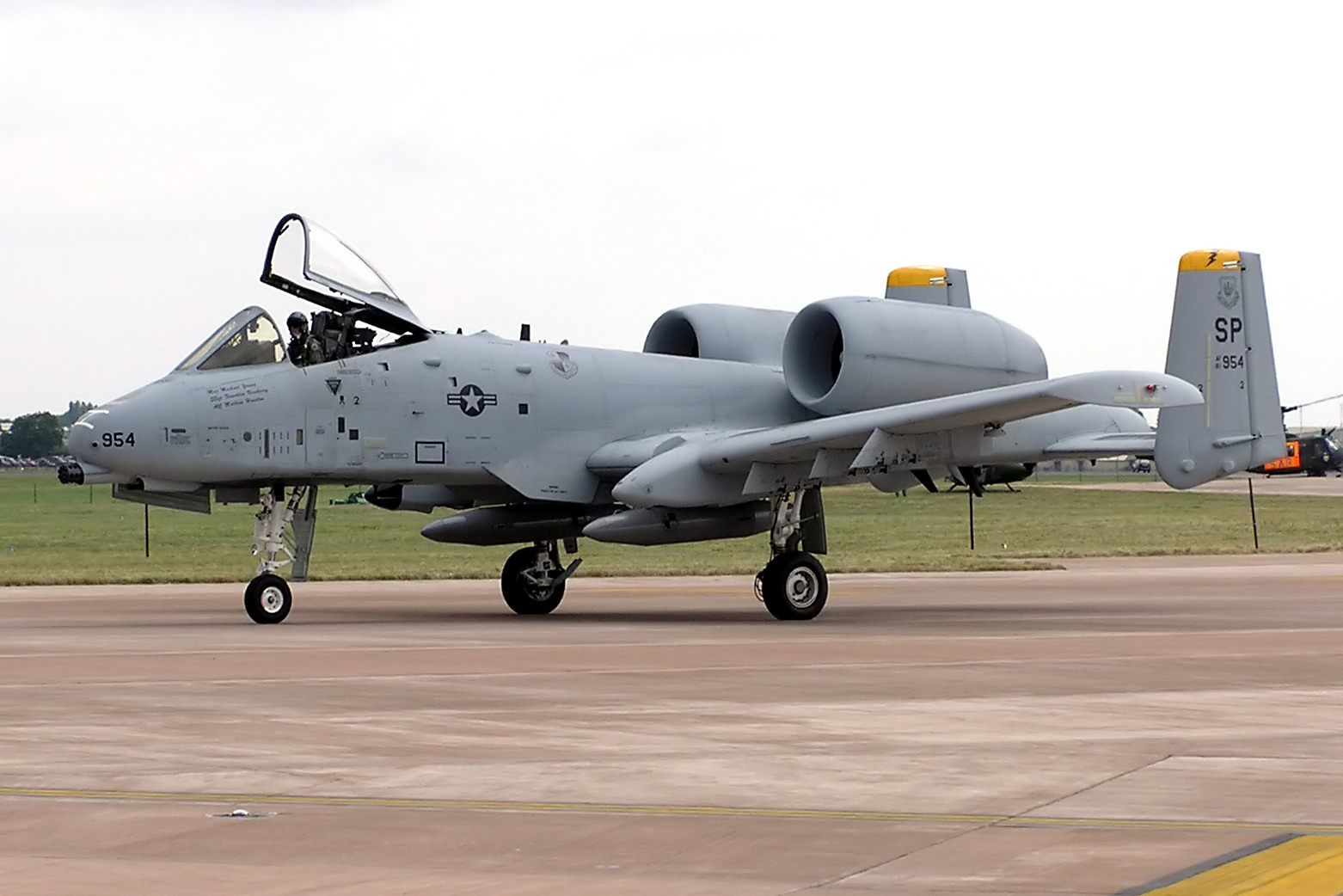
USAFのA-10 サンダーボルト IIはエンジンが高い位置にある点が識別する特徴となる

航空機をスポッティングするとき、スポッターはエンジンからの特徴的な騒音や、ベイパーの数など、航空機の主要な特徴に気付く。
スポッターは航空機のサイズ、エンジンの数やタイプおよび位置を評価する。他にも、胴体に対する翼の位置や、胴体の形状の違いも対象である。翼は胴体の上（高翼機）、下（低翼機）、または中央に固定されている。また、翼は数によって単葉機、複葉機、三葉機に分類される。垂直安定板（一つまたは複数）の位置や形状も識別のポイントである。また、降着装置の構成も特徴的である。

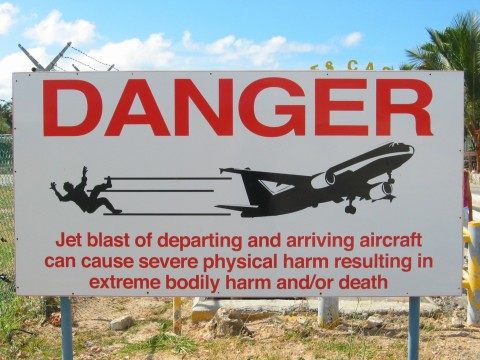
プリンセス・ジュリアナ国際空港滑走路番号10側のマホ・ビーチにある航空機接近の警告

他にも、速度、操縦席の配置、配色、航空機のシェルエットが他と異なる特殊な部品がある。これらの特徴を合わせることで、航空機の識別が可能となる。スポッターが航空機と使用する飛行場のパターンの傾向に精通している場合、航空機のアイデンティティに関する決定が素早くなる可能性がある。

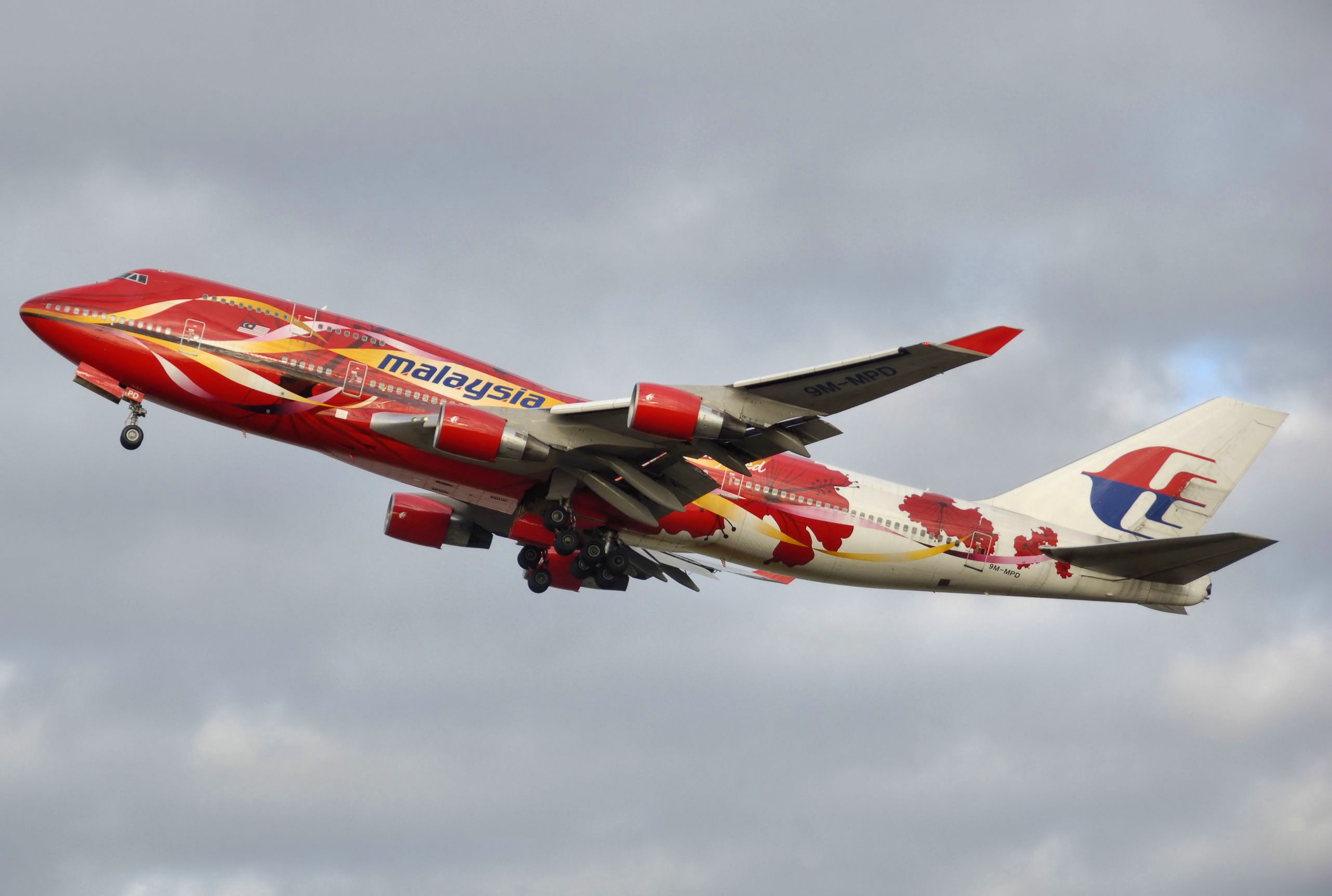
スポッターと撮影者は航空機の特別塗装機を好む。 写真はマレーシア航空のボーイング747-400である。

スポッターは、ADS-Bデコーダなどの機器を使用して航空機の動きを追跡する。有名な2つのデバイスとして、エアーナビ システムズ レーダーボックスとKinetic Avionics SBSシリーズがある。どちらもレーダーデータを読み込んで処理し、コンピュータ画面上でその動きを表示する。ほとんどのデコーダでは、特定のルートまたは空港からログをエクスポートすることもできる。

## スポッティングスタイル

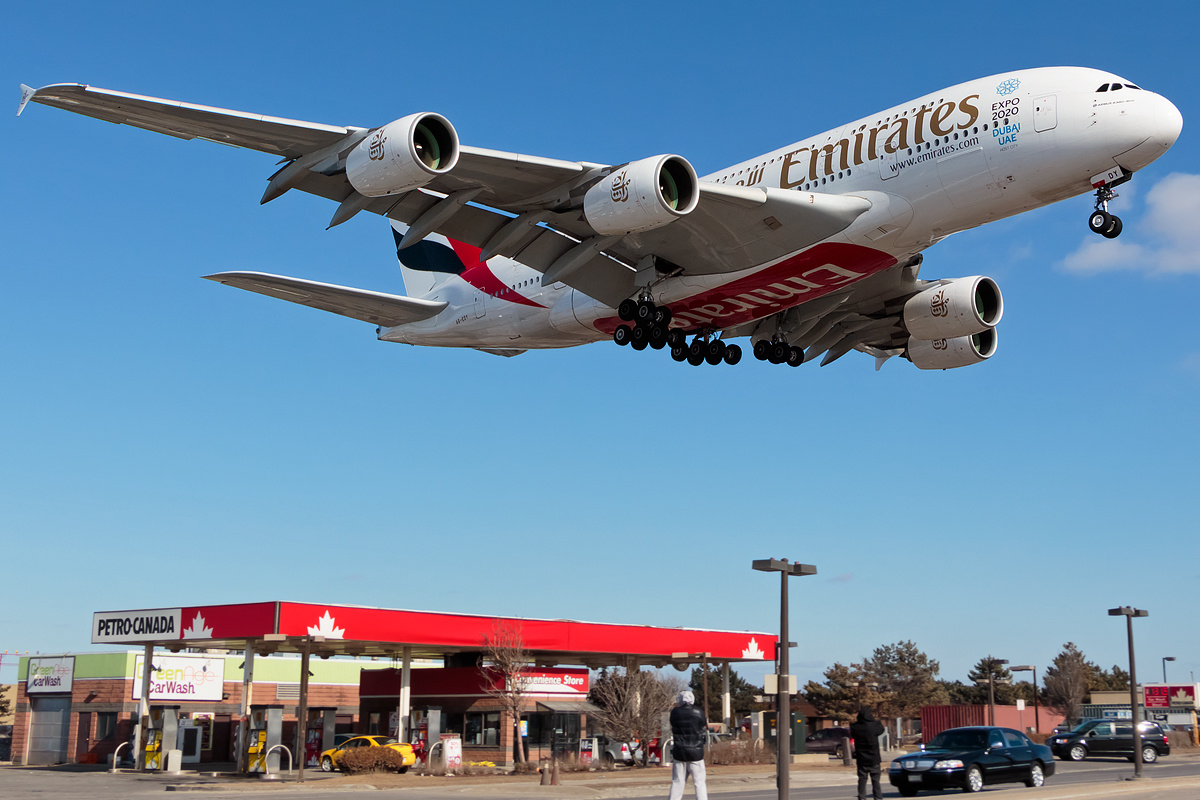
ミシサガのエアポートロードにあるペトロ・カナダの向かい側で撮影するスポッター。トロント・ピアソン国際空港におけるエミレーツ航空のエアバスA380の最終便を撮影。（2014年3月）

一部のスポッターは、航空機の塗装、ロゴ、機体記号（レジ番）、さらに軍用機の場合はマーキング、国籍マークをメモして編集する。個別の機体を特定できると、納期や製造者の製造番号など、より多くの公表された情報を得ることできる。
一般に、ほとんどのスポッターは、特定の種類の航空機、特定の航空会社、またはビジネスジェット機、商業航空機、軍用航空機のような航空機の特定のサブセットを見ようとする。一部のスポッターはすべての機体を見ようとしており、「フレーム・スポッター」と呼ばれている。

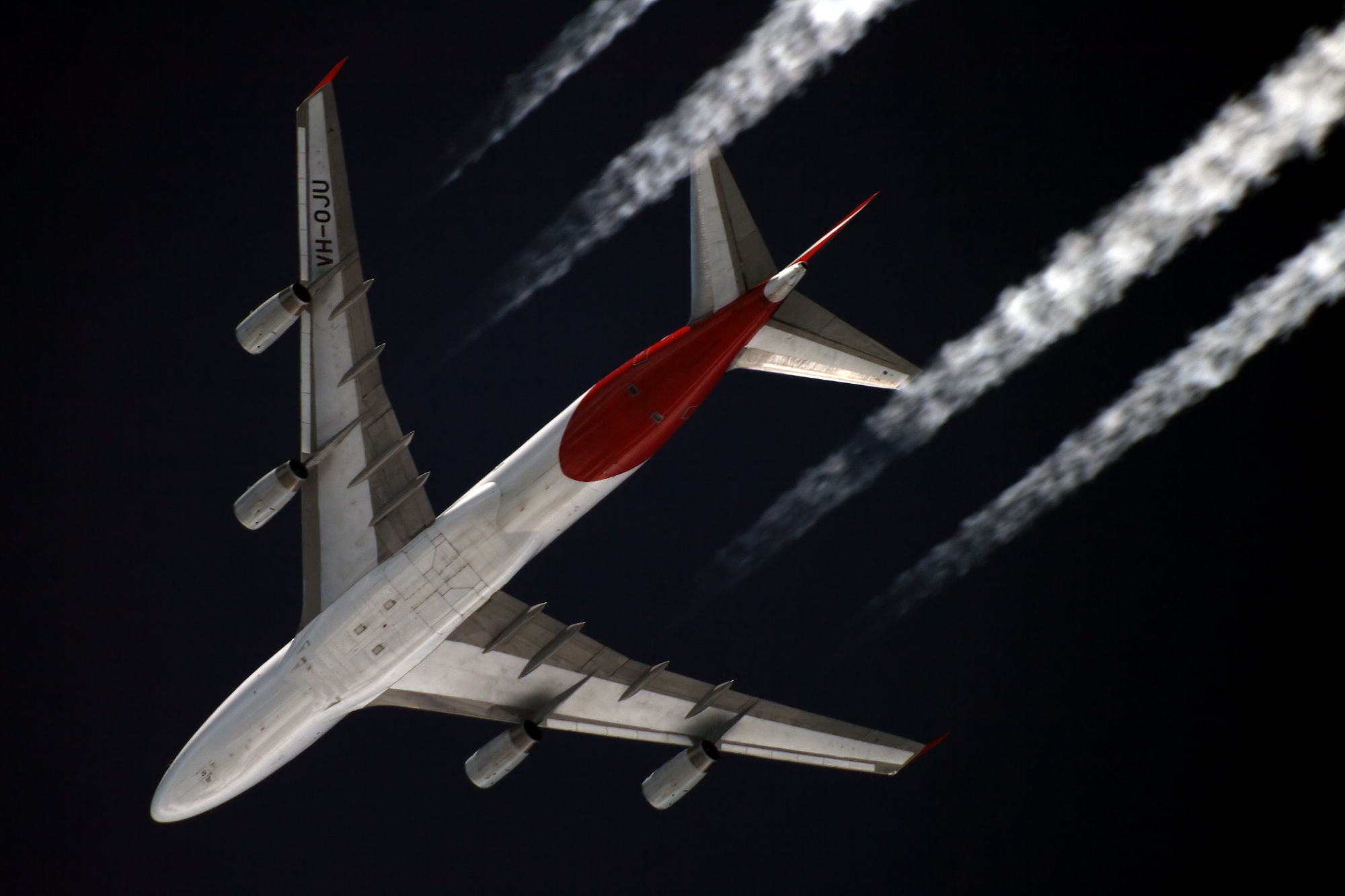
モスクワ上空の11,000mを飛行するカンタス航空のボーイング747-400。撮影者は1200mmの望遠レンズと2xのバローレンズを使用して地表から撮影している。

他にも、航空管制用の無線受信（無線の受信は国によって合法・違法が異なる）、ほかのスポッターへの情報提供が含まれる。いくつかのインターネットメーリングリストグループが形成され、航空機の飛行状況照会、緊急事態の通信を支援している。これらのグループの多くは、この種のコミュニケーションを開拓した元のOxford.vaxグループに由来している。
航空ファンは、普段と異なる空港を訪れたり、特異な航空機を見たり、使用を中止した航空機の機体を見るために長距離移動することがある。航空ショーは、通常、一般に閉鎖されている飛行場や空軍基地に入る機会であり、近くに展示された航空機を見る機会であるため、多くのスポッターを引き付ける。
登録された航空機の情報は、書籍、オンラインリソースに掲載されている。

## トラブル
2001年11月、カラマタにあるギリシャ空軍のオープン・デイで、14人（英国人12人、オランダ人2人）のスポッターがギリシャ警察によって逮捕された。
彼らはスパイ行為で告発され、有罪判決が下されれば20年の懲役刑に陥る可能性もあった。
6週間の勾留期間後、最終的には9,000ポンドの保釈金で釈放され、違法な情報収集の軽犯罪罪で告発された。2002年4月、8人のグループが3年の判決を下し、残りは1年間刑を言い渡した。1年後、彼らの控訴で、すべてが無罪となった。